# Журавлев, Василий Витальевич
Василий Витальевич Журавлев (20 июля 1960, Москва — 3 августа 2023, Москва) — советский и российский журналист, телеведущий, писатель и путешественник, член Союза журналистов России и Русского географического общества.

## Биография
Родился в Москве 20 июля 1960 года.
Детство провел в Чехословакии и Алжире, где его родители находились в командировках по линии МИД.
В 1983 году окончил международное отделение факультета журналистики МГУ и одновременно Карлов университет в Праге по специальности «телевидение и документальное кино», свободно владел чешским, французским и английским языками.
В 1984—1985 годах служил в Вооруженных силах СССР, с 1985 по 1991 год работал специальным корреспондентом газеты «Советская культура» по Чехословакии.
В 1992—2003 годах — специальный корреспондент, редактор и продюсер программы «Клуб путешественников» на телеканале ОРТ; его голосом были озвучены многие репортажи этой программы. В 1997 году в составе творческого коллектива «Клуба» награжден премией «ТЭФИ». Побывал в нескольких десятках стран на разных континентах, от Западной Европы и Африки до Южной Америки и Аляски. Входил в число ближайших соратников и помощников руководителя программы Ю. А. Сенкевича; после его смерти в 2003 году стал одним из инициаторов создания московского Мемориального музея Ю.Сенкевича, где впоследствии много лет работал заместителем директора1.
После 2003 года — автор и ведущий теле- и радиопрограмм «Путешествие в Россию» (ТРК «Звезда, 2005), „Большое путешествие“ (ТК „Звезда“, 2007); „Чужой монастырь“ (ГРК „Маяк“, 2007); „Семь чудес России“ (прямой эфир ГРК „Маяк“, 2007—2008)2; Заместитель главного редактора журнала „Yacht Russia“ (совместно с журналом „Yacht“ — Германия, 2008—2009)3. Независимый журналист и фотограф, автор книг4 и статей в журналах „Вокруг света“, „Русский мир“6, „Профиль“, „Вояж“, „Яхтенный мир“, „Тарпон“, „Алфавит“, газетах „Московские Новости“, „Комсомольская правда“, „Русский курьер“, „Собеседник“ и др.
Сценарист и продюсер документальных фильмов о полярных исследованиях и русском Севере.
Похоронен на Троекуровском кладбище в Москве.

## Преподавательская работа
Руководитель творческой мастерской „Путевой телефильм“ в Высшей школе телевидения МГУ (2010—2014)7.

## Семья
Отец — Журавлев Виталий Константинович, дипломат, чрезвычайный и полномочный посол СССР/Российской Федерации8. Дед по материнской линии — Московский Василий Петрович, советский военный и партийный деятель. Дед по отцовской линии — Журавлев Константин Андреевич, советский военачальник, генерал-майор, герой Великой Отечественной войны.
Состоял в браке дважды. Дочь Людмила 2014 года рождения.

## Книги
- „Ко мне, Легион!“ (Повседневная жизнь Французского Иностранного легиона». М., Молодая гвардия, 2010)
- «Дубай: волшебный сон, ставший явью» (М. ,"Вече", 2011)]

## Выборочные публикации в журналах
«Провинциал без комплексов»;
«Дорогой французских маяков»;
«Красный цвет Вены»;
«Нижегородский легионер»;
«Одиночество как жанр жизни»;
«Возьмемся за руки, друзья».

## Фильмография
- «Рыцари неба» (реж. Григорий Илугдин, 2013) (ТК «Культура»)
- «Северная история» (Реж. Александр Трофимов, 2013)
- «Соловки историка Морозова» (реж. Александр Трофимов, 2006)
- «Неожиданная Женева» (ГТРК «Ямал-регион», 2012)
- Цикл документальных фильмов «Полярные исследования» (ГТРК «Ямал-регион»): «Парящий к полюсу»; «Несбывшиеся надежды»;«Под килем-будущее».
- Передачи «Клуба путешественников»: «Астурия. Соленый ветер Бискайи»; «Пешком по реке»;«Белозерская старина»; «Сказ про то, как Вологда едва столицей не стала»; «Своенравный город»; «Севастопольский гамбит».